# Plagiotremus iosodon
Plagiotremus iosodon är en fiskart som beskrevs av Smith-vaniz, 1976. Plagiotremus iosodon ingår i släktet Plagiotremus och familjen Blenniidae. IUCN kategoriserar arten globalt som otillräckligt studerad. Inga underarter finns listade i Catalogue of Life.